# Shengjingornis
Shengjingornis is een geslacht van uitgestorven vogels uit het Vroeg-Krijt van het huidige China, behorend tot de groep van de Enantiornithes.
De typesoort 'Shengjingornis yangi is in 2012 benoemd en beschreven door Li Li, Wang Jinqi, Zhang Xi en Hou Shilin. De geslachtsnaam combineert een oude naam voor Shenyang, de hoofdstad van Liaoning, met een Oudgrieks ὄρνις, ornis, 'vogel'.
Het holotype, PMOL AB00179, is bij Toudaoyingzi, nabij Jianchang in de provincie Liaoning gevonden in een laag van de Jiufotangformatie die dateert uit het Aptien, ongeveer 120 miljoen jaar oud. Het bestaat uit een vrijwel compleet skelet, platgedrukt op een enkele plaat. 
Shengjingornis is een voor de groep middelgrote soort met de omvang van een duif. De beschrijvers hebben één autapomorfie, unieke afgeleide eigenschap, vastgesteld: het vorkbeen heeft een middelste uitsteeksel, het hypocleidium, dat naar zijn uiteinde toe verbreedt. Verder is er een unieke combinatie van eigenschappen. De snuit is lang met enkele tanden in de voorkant. Het neusbeen is kort. Het jukbeen is dun. Het vorkbeen is Y-vormig. Het borstbeen is groot en afgerond met een lage kiel die uitsteekt naar de achterzijde. Het ravenbeksbeen is balkvormig met een holle achterrand.
De middellange en erg dunne snavel is iets naar onderen gebogen. De schoudergordel en de armen zijn robuust gebouwd wat wijst op een goed vliegvermogen in een klappende vlucht. De achterpoten zijn relatief lang.
De beschrijvers hebben Shengjingornis in de Longipterygidae geplaatst als de zustersoort van Longirostravis.
De positie in de stamboom volgens het beschrijvende artikel toont het volgende kladogram:
|  | Longipteryx |
|  |             |
|  | Shanweiniao |
|  |             |

|  | Longirostravis |
|  |                |
|  | Shengjingornis |
|  |                |

|  | Longipteryx |
|  |             |
|  | Shanweiniao |
|  |             |

|  | Longirostravis |
|  |                |
|  | Shengjingornis |
|  |                |

Volgens de beschrijvers had Shenjingornis de levenswijze van een moderne waadvogel: met zijn lange achterpoten zou hij over moddervlakten gelopen hebben om met zijn lange kromme snavel daar wormen uit te trekken die zijn voorste tanden vasthielden.